# Millalobo

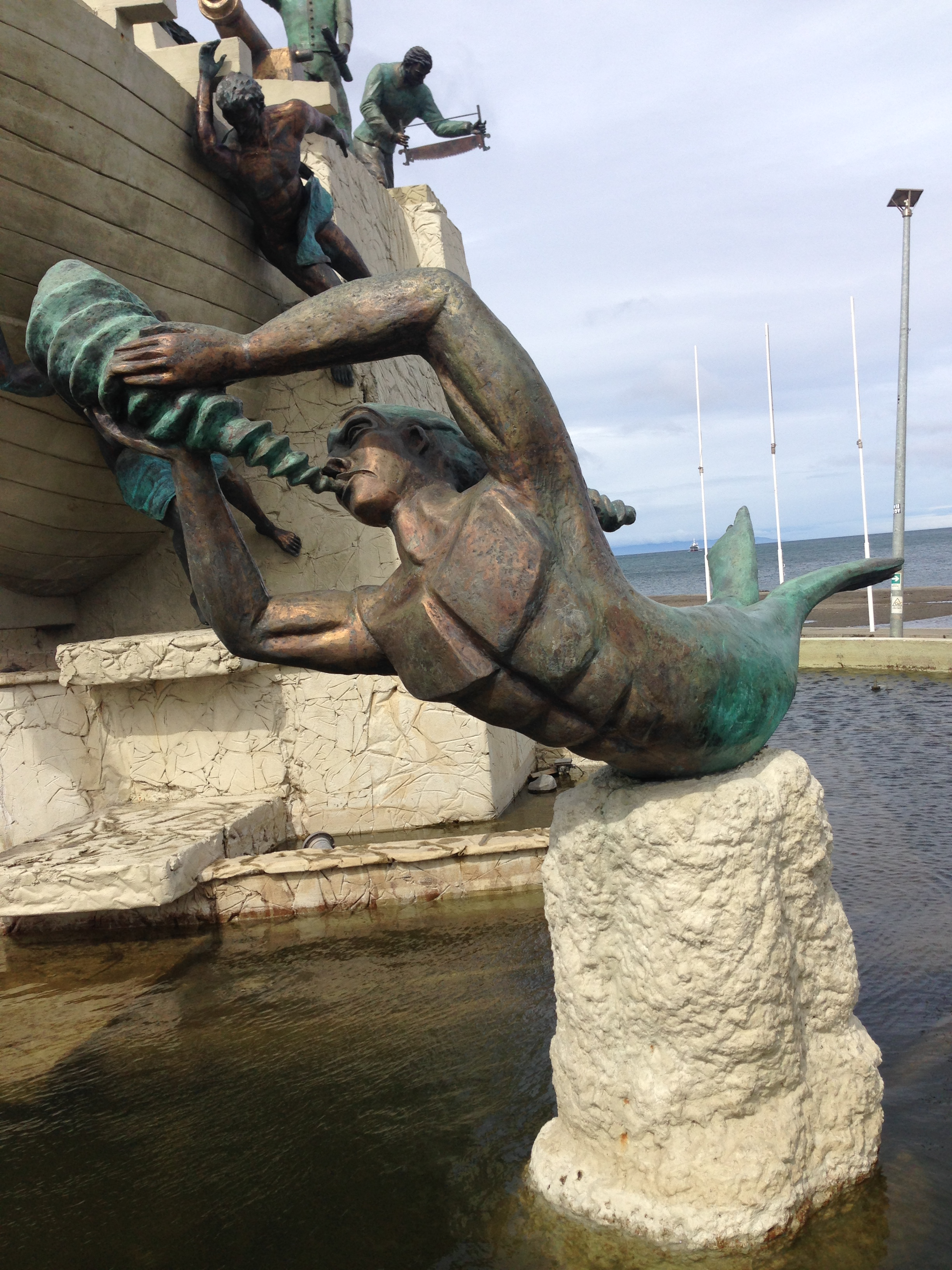
Estatua del Millalobo en Monumento a los tripulantes de la Goleta Ancud, Punta Arenas.

El Millalobo (del mapudungun milla: "oro" y del español lobo, en alusión al lobo marino) es un ser importante de la mitología chilota, en el sur de Chile. Es el ser más poderoso de los mares luego de Caicai, quien lo eligió como representante de él para que gobernara todo lo que habita en el mar.

## Descripción
Es un ser tipo tritón, mitad inferior lobo marino y mitad superior humano, y su rostro es una mezcla de ambos. Nació del apareamiento de una mujer con un lobo marino que la salvó de morir ahogada, en los tiempos de la lucha mítica entre Trentren Vilu Y Caicai Vilu. El Millalobo presentaría un pelaje brillante de color oro, de ahí su nombre. Este ser mitológico se dice que no puede hablar y solo se comunica mediante una especie de balido similar al del lobo marino; pero aun así, el significado de sus balidos es fácilmente comprensible para el ser humano.

## Mito
El relato mítico dice que al verlo Caicai, lo encontró un ser de su agrado; y como luego de su batalla con Trentren deseaba delegar su poder a alguien, escogió al Millalobo para ese cargo.
El Millalobo habita en el fondo marino, junto a su mujer la Huenchula y los tres hijos de ambos, la Pincoya, el Pincoy, y la sirena chilota, quienes lo ayudan en la tarea de manejar los mares.
Producto del gran trabajo que consiste el dominar los mares, el Millalobo tiene como subalternos a numerosas criaturas marinas mitológicas para hacer diferentes trabajos; los cuales van desde sembrar y cuidar el desarrollo de los marisco y peces, hasta manejar el clima marino; además de guiar y cuidar a los muertos que produce el mar. Él habría sido el creador del barco fantasma conocido como el Caleuche.
Se dice que las criaturas marinas que son malignas, igualmente deben rendirle respeto.
De acuerdo al folclorista chilote Renato Cárdenas:
Millalobo, dueño absoluto de los mares del Archipiélago en representación de Caicai Vilú. Es el resultado del apareamiento entre una mujer y una foca, durante las luchas entre las serpientes míticas; de allí que sea un humano con cuerpo de lobo marino, de pelaje brillante. Su presencia en Chiloé ha quedado retratada a través de una leyenda difundida desde Cucao.
La versión escrita más antigua de la leyenda es de 1766, cuando en relato anónimo un jesuita señala:
Fabulean los indios que en tiempos pasados una de aquellas indias tenía una hija que todos los días iba a lavarse a la mar, donde salía un huecubu o monstruos y cogiendo a la indiecita la llevaba mar adentro, donde tenía dicho huecubu sus amores con la Cucao, que así se llamaba la indiecita. Reprendiéndola un día su madre de aquello, se lo participó a su amante huecubu y éste enojado derribó varios cerros y formó aquella laguna para que la madre no tuviese lugar de ir jamás a ver cuando su hija era llevada del fabuloso huecubu.